# دهه ۱۴۶۰ (پیش از میلاد)
دهه ۱۴۶۰ (پیش از میلاد) صد و چهل و ششمین دهه قبل از مبدا شروع تقویم میلادی است.